# Camp Wood, Texas
Camp Wood là một thành phố thuộc quận Real, tiểu bang Texas, Hoa Kỳ. Năm 2010, dân số của xã này là 706 người.

## Dân số
- Dân số năm 2000: 822 người.
- Dân số năm 2010: 706 người.